# Schopsui
Schopsui es un largometraje chileno estrenado el 11 de noviembre de 2010, escrito y dirigido por Edgardo Viereck y protagonizada por Alejandro Trejo.

## Síntesis
Diego (Andrés Gómez) debe cumplir con una típica tradición: “pagar el piso”. Es así como invita a su jefe (Alejandro Trejo) y a uno de sus compañeros de trabajo (Edison Díaz) a un local de comida china. La jornada transcurre tranquila hasta que llega la hora de cerrar.
Mientras Yasna (Carolina Oliva), les lleva la cuenta; dos de los hombres deciden seguir comiendo y tomando impulsados por un extraño deseo de venganza contra el dueño del lugar Chang (Pablo Chuying), sólo porque éste es oriental.
Es así como la situación se empieza a poner violenta, acrecentada por el hecho de que el cocinero del recinto (Juan Miranda) es un hombre mapuche, que no se siente integrado como chileno. Los efectos de la discriminación a los que son sometidos los trabajadores del restaurante, mientras Diego intenta poner paños fríos apelando a la tolerancia y la integración, provocará un desenlace inesperado.

## Reparto
- Alejandro Trejo
- Andrés Gómez
- Edison Díaz
- Juan Miranda
- Carolina Oliva
- Pablo Chuying